# Panajachel
Panajachel (vollständiger Name San Francisco Panajachel) ist eine Stadt mit etwa 11.000 Einwohnern im Departamento Sololá im Südwesten von Guatemala.
Panajachel liegt im zentralen Hochland Guatemalas am Lago de Atitlán auf gut 1500 Metern über dem Meeresspiegel und ist heute neben Antigua Guatemala und Quetzaltenango eines der touristischen Zentren des Landes.

## Geschichte
Die Stadt entstand aus einer präkolumbischen Siedlung der Cakchiquel-Maya. Bedeutung erlangte Panajachel als Kriegsschauplatz: Hier kam es im Jahre 1523 zur letzten Schlacht der ebenfalls am Lago de Atitlán ansässigen Tzutuhil-Mayas gegen die spanischen Eroberer unter Pedro de Alvarado und die bereits mit diesen verbündeten Cakchiquel-Mayas. Die spanischen Konquistadoren bauten eine Kirche, gründeten ein Kloster und machten Panajachel zu einem Zentrum der römisch-katholischen Missionierung der indigenen Bevölkerung. Die Fassade der 1567 erbauten Kirche ist noch erhalten.
Seine heutige Bedeutung als wichtiges Handelszentrum am Lago de Atitlán verdankt Panajachel dem Tourismus.

## Museen
- Museo Lacustre del Lago de Atitlán: Das archäologische Museum beschäftigt sich mit Funden einer versunkenen Stadt aus der Mayazeit zwischen 1200 v. Chr. und 250 n. Chr. am Grunde des Sees.